# 下砥上愛宕塚古墳
下砥上愛宕塚古墳（しもとかみあたごづかこふん、砥上神社古墳/砥上山神社古墳）は、栃木県宇都宮市下砥上町にある古墳。形状は円墳。史跡指定はされていない。

## 概要
栃木県中部、姿川東岸段丘上に築造された古墳である。一帯にはかつて多くの円墳が分布して下砥上古墳群を形成したが、現在までに多くが失われ本古墳含む円墳5基のみが遺存する。本古墳では現在は墳丘上に砥上神社が鎮座しており、墳頂に本殿、南裾に拝殿が所在する。これまでに発掘調査は実施されていない。
墳形は円形で、直径約24.5メートル・高さ約5メートルを測る。墳丘外表で葺石・埴輪は認められておらず、周濠の痕跡も明らかでない。埋葬施設は両袖式の横穴式石室で、南方向に開口する。凝灰岩の切石を使用して構築された整美な石室で、玄室・羨道から構成される。副葬品は詳らかでない。築造時期は古墳時代終末期の7世紀前半頃と推定される。

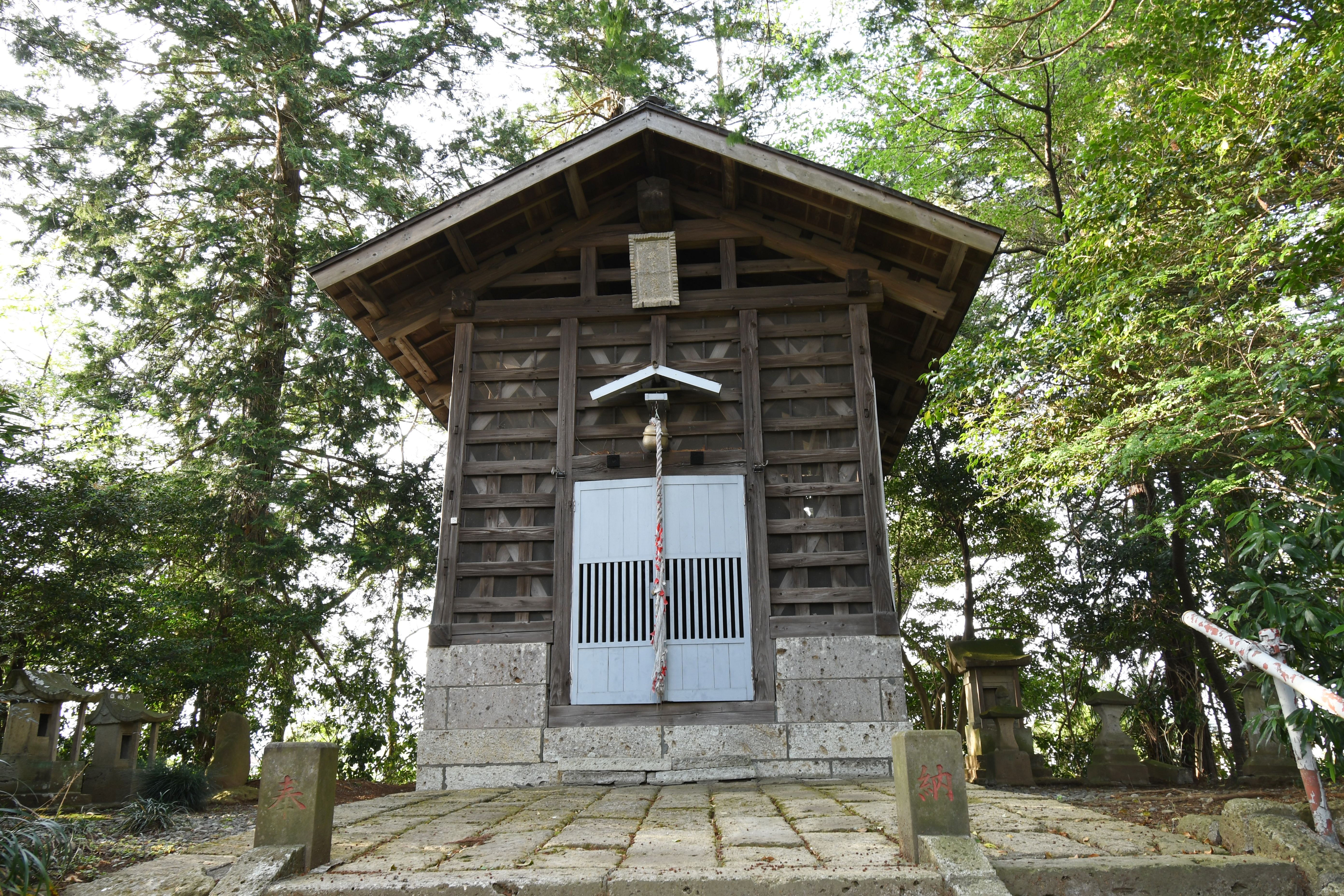
墳頂の砥上神社本殿
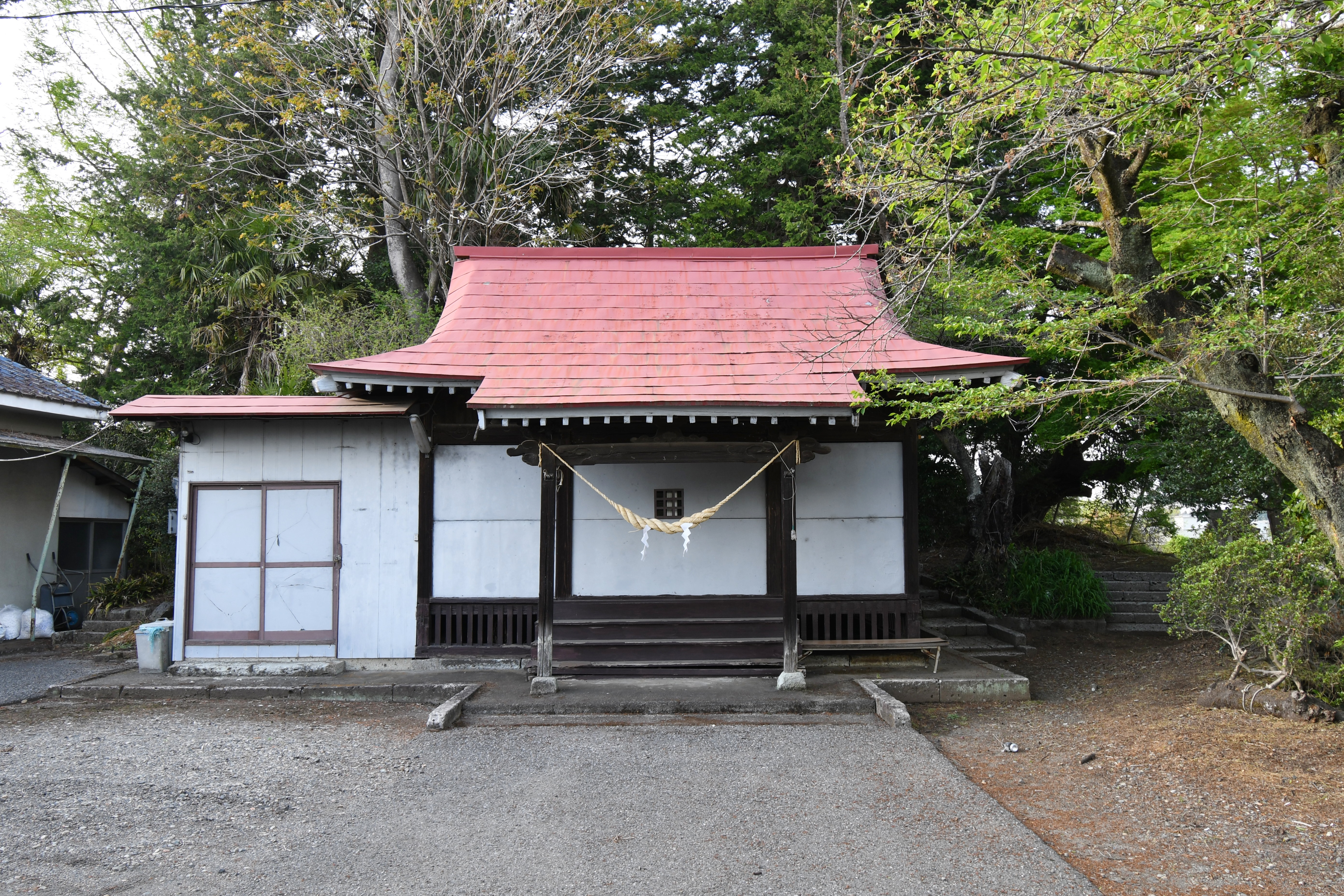
墳裾の砥上神社拝殿
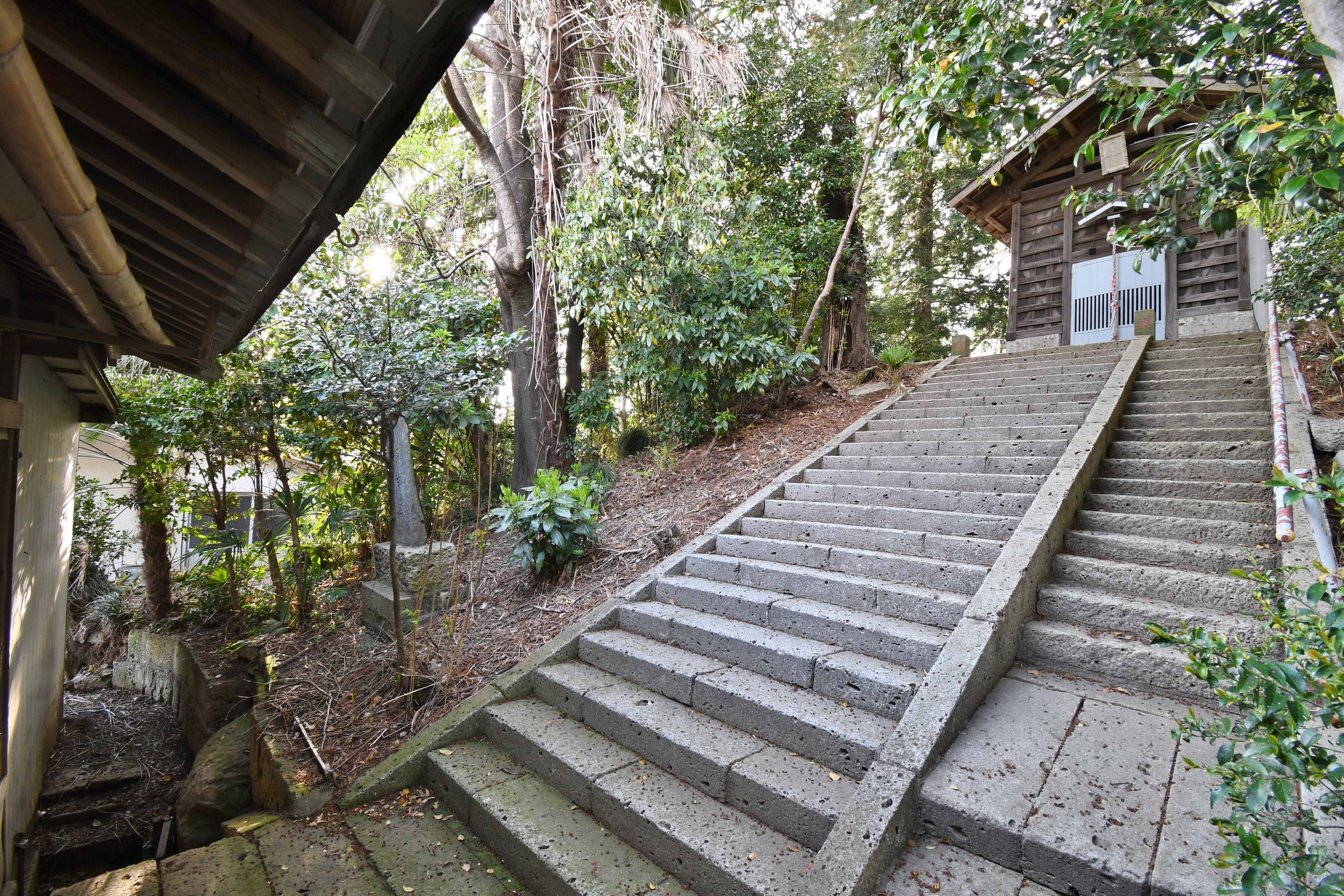
本殿（右上）・拝殿（左端）・石室開口部（左下）

## 埋葬施設

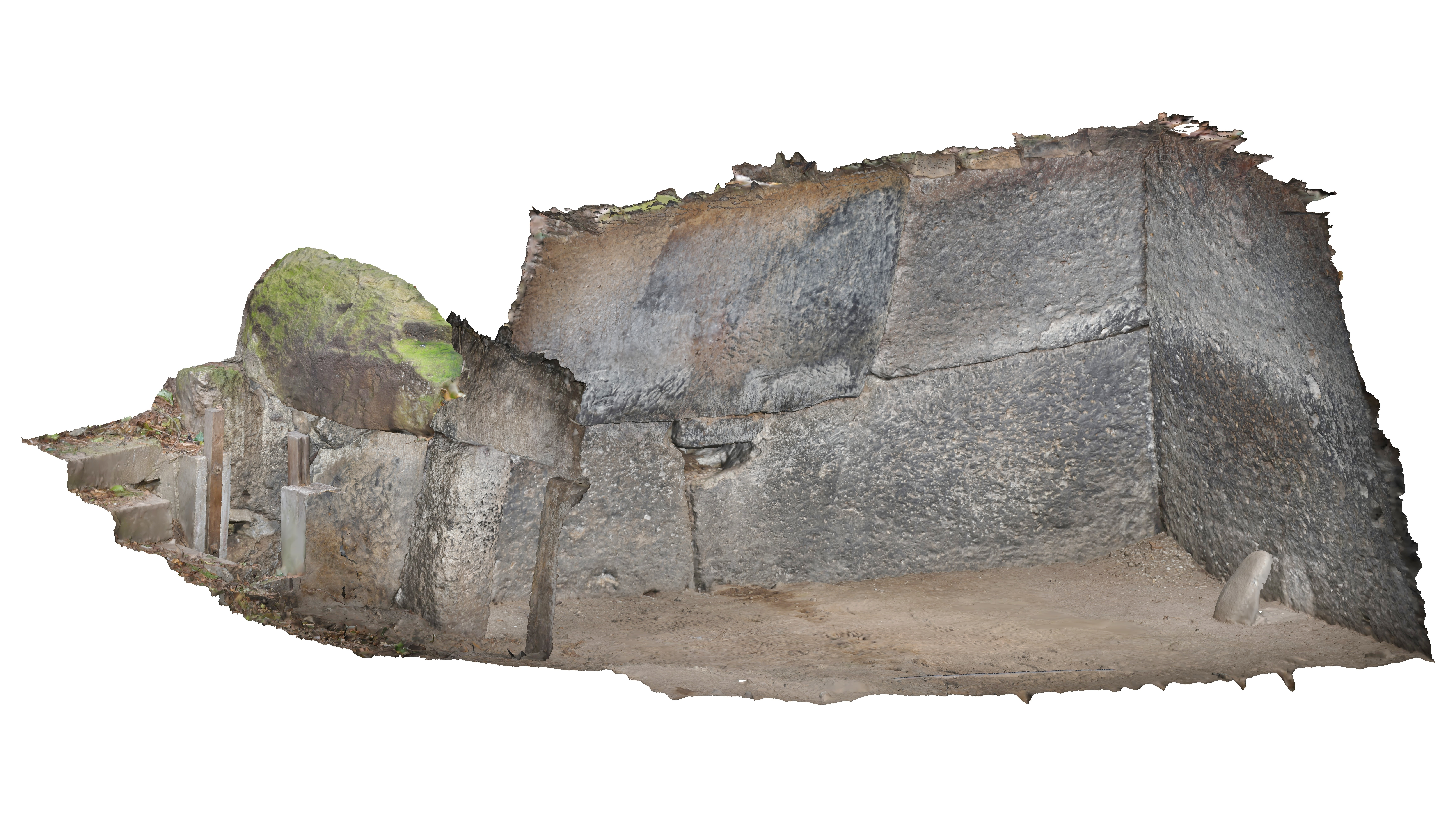
石室俯瞰図

石室展開図

埋葬施設としては両袖式横穴式石室が構築されており、南方向に開口する。石室の規模は次の通り。
- 石室全長：4.85メートル
- 玄室：長さ3.65メートル、幅1.85メートル（奥壁）・1.8メートル（前壁）
- 羨道：長さ1.3メートル

石室の石材は凝灰岩の切石。玄室の奥壁は一枚石で、両側壁は2段積み、天井石は2枚。羨道の両側壁は小さい凝灰岩の切石を2・3段積みとする。玄門は車塚古墳（壬生町）・御鷲山古墳（下野市）などの例との類似が指摘される。

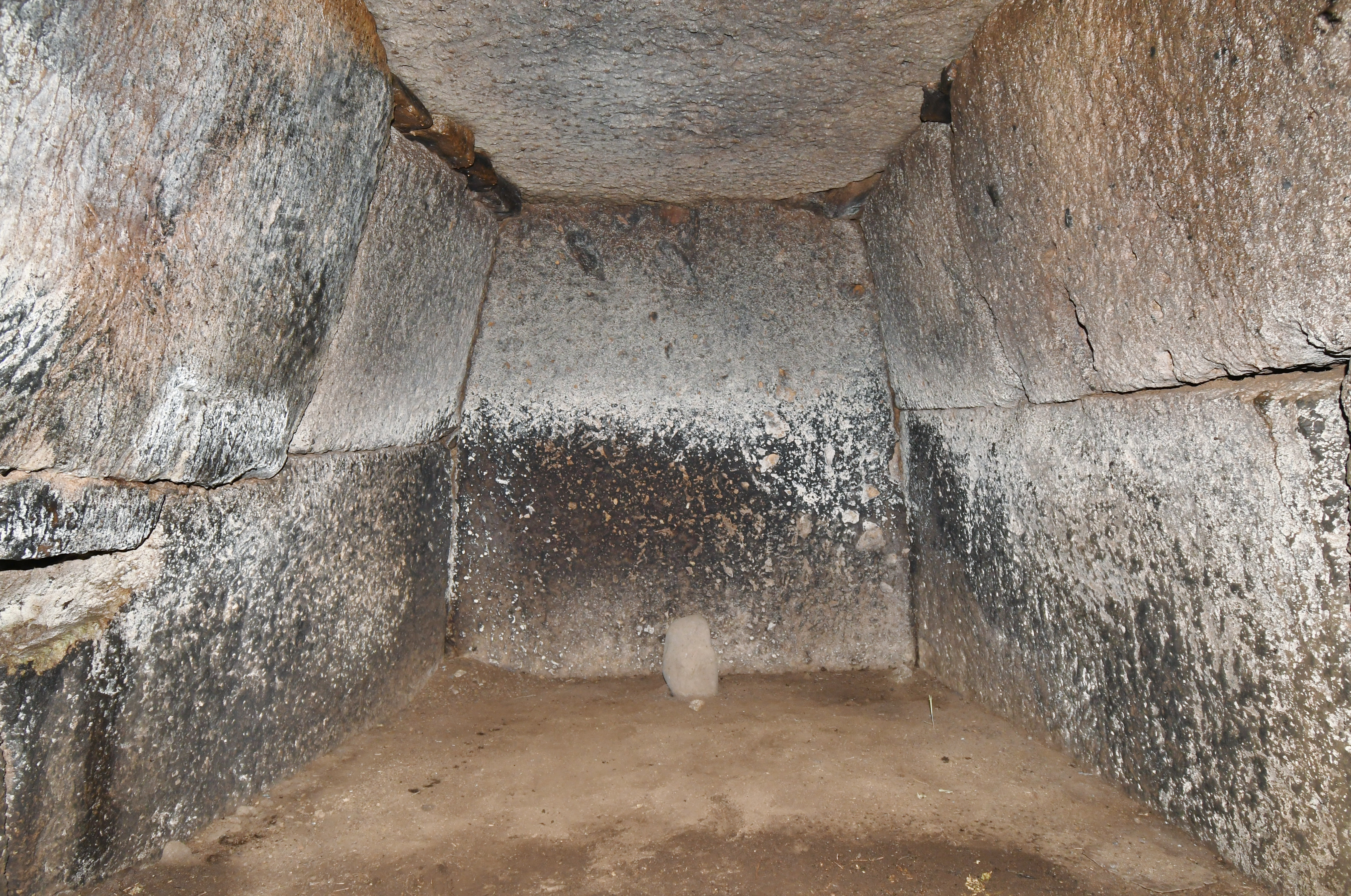
玄室（奥壁方向）
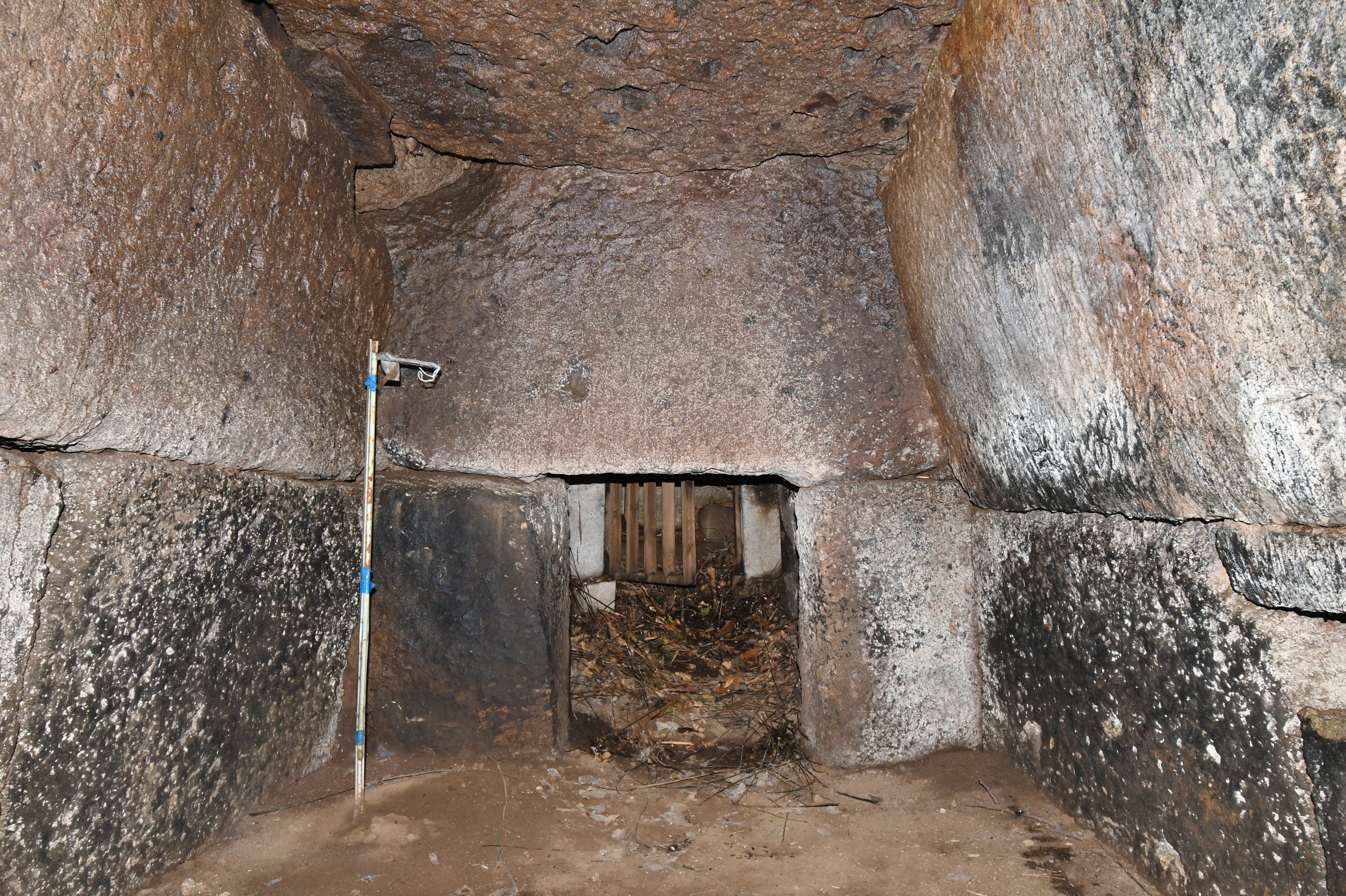
玄室（開口部方向）
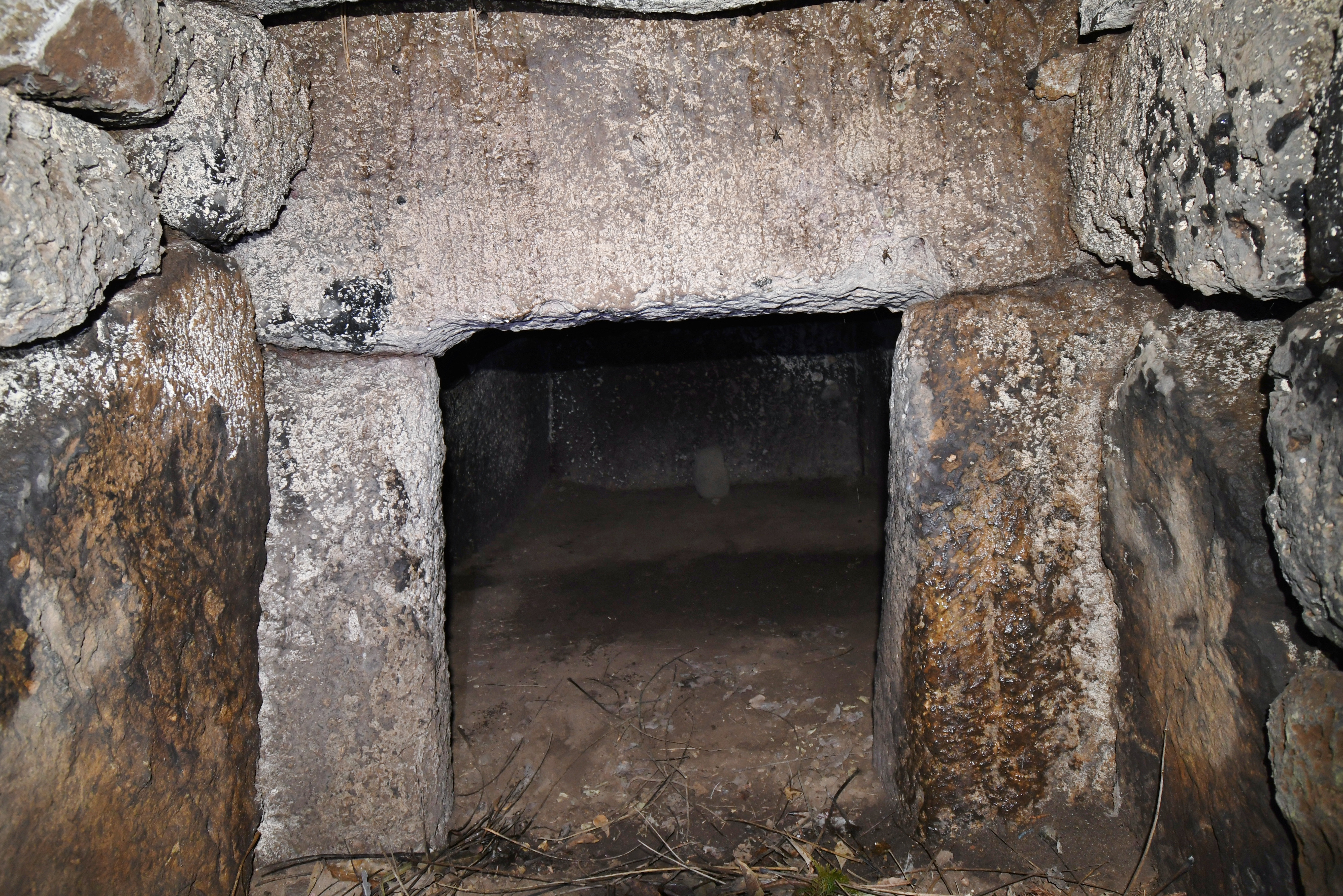
玄門（玄室方向）
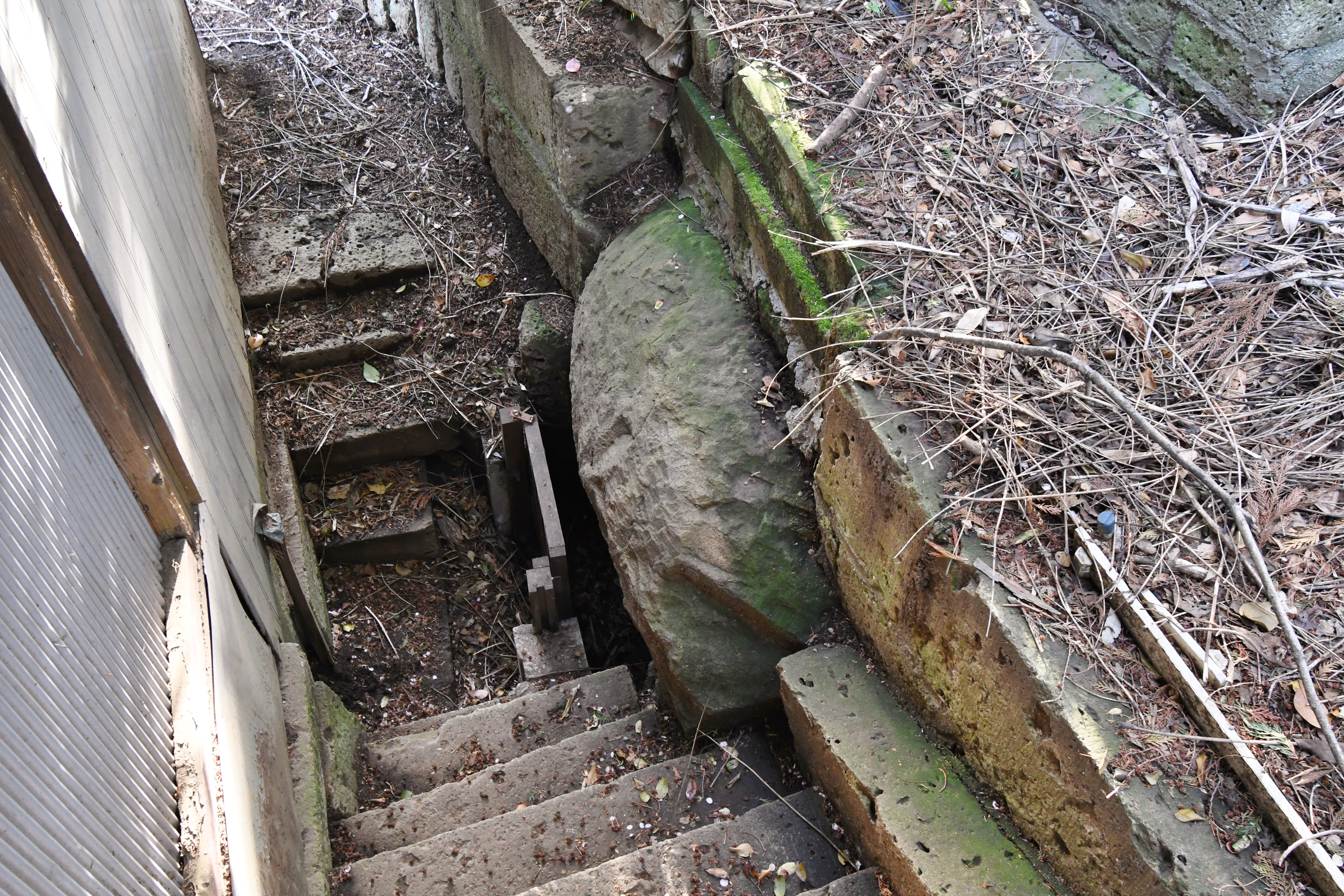
開口部